# 奥野粋子
奥野 粋子（おくの いきこ、1998年12月18日 - ）は、テレビ山口（tys）のアナウンサー。

## 人物
大阪府吹田市出身。幼少期からアナウンサーに憧れ、高校時代にはスピーチコンテストに出場し、最優秀賞を受賞した経験がある。
関西大学経済学部を卒業。在学中にミスサークルコンテスト2020のファイナリストに選ばれ、MISS COLLE賞とJMSolution賞を受賞した。大学では地域活性化をテーマに研究し、ゼミ活動では地方自治体との共同プロジェクトを進める傍ら、地域ボランティア活動やイベント企画にも取り組んだ。
2024年には、山口保護観察所の一日所長に委嘱され、防犯啓発活動や地域安全運動の講演に参加した。
趣味は世界遺産巡りや城巡り、読書、料理。特技は16年間続けたピアノ演奏や早口言葉である。
第30回2025おきなわマラソン、フルマラソン一般の部女子においてグロスタイム5時間50分12秒（ネットタイム5時間44分41秒）4131位で完走した。

## 地域活動
山口県の地域活性化活動に力を注いでおり、イベントの司会や地元の子どもたちに向けたワークショップも積極的に行っている。2024年には山口保護観察所の一日所長を務め、防犯意識の向上を訴える活動に取り組んだ。
また、観光振興にも関心があり、「mix」などの番組を通じて山口県の観光地や地元の特産品を発信し続けている。

## 現在の出演番組
- mix（2023年9月 - ） - MC
- tysニュース（主に火曜日、金曜日の昼を担当）

## 過去の出演番組
- ゴゴスマ（2024年8月8日、TBS系） - 代打アシスタント。